# Bad Blood Rising
Bad Blood Rising è il terzo album del gruppo musicale finlandese Santa Cruz ed è stato pubblicato il 6 ottobre 2017 in Finlandia e Giappone, mentre nel resto del mondo il 10 novembre 2017.

## Tracce
1. Young Blood Rising – 3:46
2. River Phoenix – 3:36
3. Fire Running Through Our Veins – 3:48
4. Drag Me Out of the Darkness – 4:15
5. Breathe – 4:16
6. Voice of the New Generation – 3:21
7. Back from the Dead – 3:49
8. Bad Habits Die Hard – 3:26
9. Pure Fucking Adrenaline – 3:44
10. Get Me Out of California – 5:20
11. River Phoenix (Part 2) – 4:17